# Татарские Саралы
Тата́рские Саралы́ (тат. Татар Сараланы) — село в Лаишевском районе Республики Татарстан, административный центр Татарско-Сараловского сельского поселения.

## Географическое положение
Село расположено в западном Предкамье, на территории Волжско-Камского заповедника, в 2 км от Куйбышевского водохранилища, в 18 км к юго-западу от районного центра, города Лаишево.
Южнее села расположен Саралинский лес Саралинского участка Волжско-Камского заповедника. В 1,5 км к северо-западу от села расположен памятник природы «Моховое озеро».

## История
Окрестности села были обитаемы в эпоху Бронзового века, о чём свидетельствуют археологические памятники: Верхнекордонское местонахождение (приказанская культура), Надлуговая стоянка (приказанская культура).
Село Татарские Саралы (первоначально было известно под названием Саларань) упоминается в первоисточниках с 1602-1603 годов (по другим сведениям, основано в середине XVI века).
Деревня Саралы впервые отмечена С. Мельниковым. Под этим же названием она записана в переписной книге Казанского уезда 1646 года, и в писцовой книге И. Болтина 1603 года. Во второй половине XVI века в ней не было ни русских, ни татарских служилых людей, а жили одни ясачные татары. Эта деревня основана в период самостоятельности Казанского ханства.
В сословном отношении, в XVIII столетии и вплоть до 1860-х годов жителей села причисляли к государственным крестьянам, происходящим из ясачных татар. Их основными занятиями в то время были земледелие, скотоводство, мукомольный промысел, пчеловодство.
По сведениям из первоисточников, в начале XX столетия в селе действовали мечеть, медресе.
В первые годы советской власти в селе была открыта школа крестьянской молодежи.
С 1930 года в селе работали коллективные сельскохозяйственные предприятия, с 2008 года — сельскохозяйственные предприятия в форме ООО.
В 1953 году в связи со строительством Куйбышевского водохранилища село было перенесено выше на 5 км.
Административно, до 1920 года село относилось к Лаишевскому уезду Казанской губернии, с 1920 года — к Лаишевскому кантону, с 1927 года (с перерывом) — к Лаишевскому району Татарстана.

## Население
Динамика
По данным переписей, население села увеличивалось с 73 душ мужского пола в 1782 году до 1843 человек в 1926 году. В последующие годы численность населения села уменьшалась и в 2017 году составила 358 человек.
Национальный состав
По данным переписей населения, в селе проживают татары.
Известные люди
И. В. Иксанова (Гарипова) (р. 1966) — поэтесса, член Союза писателей РТ.
С. Х. Алишев (1929 - 2015) — историк, доктор исторических наук.

## Экономика
Жители занимаются молочным скотоводством, разведением крупного рогатого скота, лошадей.

## Объекты образования и культуры
В селе действуют клуб, фельдшерско-акушерский пункт и библиотека.

## Религиозные объекты
Мечеть.